# Variété rationnelle
En géométrie algébrique, une variété rationnelle est une variété algébrique (intègre) V sur un corps K qui est birationnelle à un espace projectif sur K, c'est-à-dire qu'un certain ouvert dense de V est isomorphe à un ouvert d'un espace projectif. De façon équivalente, cela signifie que son corps de fonctions est isomorphe au corps des fractions rationnelles à d indéterminées K(U1, … , Ud), l'entier d étant alors égal à la dimension de la variété.

## Rationalité et paramétrage
Soit V une variété algébrique affine de dimension d définie par un idéal premier ⟨f1, … , fk⟩ de K[X1, … , Xn]. Si V est rationnelle, il existe n+1 polynômes g0, … , gn dans K[U1, … , Ud] tels que fi (g1/g0, … , gn/g0) = 0. Autrement dit, on a un paramétrage rationnel xi = gi/g0 (u1, … , ud) de la variété. Réciproquement, un tel paramétrage rationnel induit un morphisme du corps de fonctions de V dans K(U1, … , Ud), mais ce morphisme peut ne pas être surjectif. Si un tel paramétrage existe, la variété est dite unirationnelle. Le théorème de Lüroth assure que toute courbe algébrique unirationnelle est rationnelle. Un théorème de Castelnuovo assure qu'en caractéristique nulle, toute surface algébrique unirationnelle est aussi rationnelle.

## Questions de rationalité
Une question de rationalité consiste à demander si une extension de corps donnée L / K est rationnelle, c'est-à-dire isomorphe au corps de fonctions K(U1, … , Ud) d'une variété rationnelle, dont la dimension d est alors égale au degré de transcendance de L sur K. Ces extensions sont aussi dites purement transcendantes.
Cette question possède diverses variantes, selon la façon dont les corps K et L sont construits.
Par exemple, soient K un corps, y1, … , yn des indéterminées sur K et L l'extension de K qu'elles engendrent. Soit G un groupe fini qui agit sur L en fixant chaque élément de K et en permutant les indéterminées. Par un argument standard de théorie de Galois, l'ensemble des points fixes de cette action est un sous-corps de L, couramment noté LG. La question de la rationalité de cette extension de K est appelée le problème de Noether.
Dans son article de 1918 sur la théorie de Galois inverse, Emmy Noether a étudié le problème de construire une extension galoisienne de ℚ de groupe de Galois donné, question qu'elle a réduite au problème de Noether ci-dessus pour K = ℚ. (Elle avait déjà mentionné ce problème dans un article de 1913, en l'attribuant à Ernst Fischer.) Elle a démontré que la réponse à ce problème était positive pour n = 2, 3 ou 4. Richard Swan a publié en 1969 un contre-exemple, pour n = 47, avec G cyclique d'ordre 47. Par la suite, Lenstra a donné un contre-exemple avec n = 8 et G cyclique d'ordre 8.

## Unirationalité
Une variété Y est unirationnelle s'il existe un morphisme dominant X → Y pour une certaine variété rationnelle X, ce qui se traduit par le fait que le corps de fonctions de Y est inclus dans une extension transcendante pure de K de degré de transcendance fini. Lorsque le corps de base est infini, on peut alors trouver un tel morphisme X → Y qui soit de plus génériquement fini, c'est-à-dire que l'extension de corps de fonctions correspondante est de degré fini. Géométriquement, c'est équivalent à dire qu'en dehors d'une partie fermée stricte de Y, l'image réciproque d'un point est toujours un ensemble fini.
Le théorème de Lüroth montre que toute courbe unirationnelle est rationnelle et le théorème de Castelnuovo implique que toute surface complexe unirationnelle est rationnelle, car les deux sont caractérisées par la nullité simultanée du genre arithmétique (en) et du deuxième plurigenre (en). En caractéristique p > 0, les surfaces de Zariski (en) sont des exemples de surfaces unirationnelles mais non rationnelles. Les hypersurfaces cubiques de ℙ4 sont unirationnelles, mais Clemens et Griffiths ont montré, à l'aide de la jacobienne intermédiaire (en), que toutes celles qui sont lisses sont non rationnelles. Iskovskih et Manin ont démontré que toutes les hypersurfaces quartiques lisses de ℙ4 sont non rationnelles, bien que certaines soient unirationnelles. Artin et Mumford ont découvert des variétés unirationnelles de dimension 3 dont le troisième groupe de cohomologie possède une torsion non triviale, ce qui implique qu'elles ne sont pas rationnelles.
János Kollár a démontré en 2000 qu'une hypersurface cubique (en) lisse de dimension au moins 2 définie sur un corps K est unirationnelle si elle a un point rationnel. Ceci améliore de nombreux résultats classiques, à commencer par le cas des surfaces cubiques (qui sont rationnelles sur une clôture algébrique). Parmi les autres exemples dont on sait qu'ils sont unirationnels figurent beaucoup d'espaces de modules de courbes.

## Variétés rationnellement connexes
Une variété projective V sur un corps k est rationnellement connexe si, sur la clôture algébrique de k,
par deux points quelconques de V passe toujours une courbe rationnelle. Par exemple, on montre que toute variété rationnelle est rationnellement connexe.
Cette définition ne diffère de celle de la connexité par arcs que par la nature du chemin, mais elle est très différente, car les seules courbes algébriques qui sont rationnellement connexes sont les courbes rationnelles.
Le produit de deux variétés rationnellement connexes est rationnellement connexe.
Si K est une extension du corps k, alors V est rationnellement connexe si et seulement si VK est rationnellement connexe.
Les variétés rationnellement connexes de dimension 1 (en toute caractéristique) ou 2 (en caractéristique nulle) sont rationnelles. Ceci n'est plus vrai en dimension supérieure. Par exemple, les cubiques lisses dans ℙ4 sur ℂ sont unirationnelles (donc rationnellement connexes, cf. infra) mais non rationnelles.
Une hypersurface dans ℙn (sur les nombres complexes) est rationnellement connexe si et seulement si elle est de degré au plus n.
La connexité rationnelle est invariante par applications birationnelles. Plus généralement, si on a une application rationnelle dominante d'une variété rationnellement connexe vers une variété V, alors cette dernière est également rationnellement connexe. Il suit en particulier que toute variété unirationnelle est rationnellement connexe. La réciproque n'est pas connue et est conjecturalement fausse.